# Craspedolepta setosa
Craspedolepta setosa är en insektsart som först beskrevs av Wagner 1947.  Craspedolepta setosa ingår i släktet Craspedolepta och familjen rundbladloppor. Inga underarter finns listade i Catalogue of Life.